# Stańczyk (czasopismo)
Stańczyk – czasopismo (z reguły kwartalnik) konserwatystów i liberałów nawiązujący do postaci błazna królewskiego i mędrca Stańczyka, a także do Teki Stańczyka.
„Stańczyk” ukazywał się w latach 1986–2004 we Wrocławiu, z początku w drugim obiegu, a od 1990 legalnie. Publikowano w nim artykuły poświęcone tradycji, wolności gospodarczej (autorstwa m.in. Stefana Kisielewskiego i Janusza Korwin-Mikkego), geopolityce (autorstwa Andrzeja Maśnicy), a także Kronikę samobójstw – sarkastyczne komentarze do aktualnych wydarzeń i przegląd prawicowej prasy na świecie. Redaktor naczelny czasopisma Tomasz Gabiś zajmował się problematyką rewizjonizmu Holocaustu. W 1995 ukazał się specjalny numer poświęcony Ernstowi Jüngerowi. Pod koniec istnienia „Stańczyk” przyjął profil postkonserwatywny.
Ostatni numer pisma z numerem 1/2 (40/41) ukazał się w 2004 roku.